# Fidesz-KDNP
L'Aliança Fidesz–KDNP (en hongarès: Fidesz–KDNP pártszövetség), també coneguda com a Aliança de Solidaritat Hongaresa (en hongarès: Magyar Szolidaritás Szövetsége), és una coalició electoral conservadora d'Hongria formada pels partits Fidesz - Unió Cívica Hongaresa i el Partit Popular Democristià. Els dos partits es van presentar conjuntament a totes les eleccions nacionals des de les eleccions parlamentàries de 2006. L'aliança governa Hongria des del 2010, obtenint en conjunt una supermajoria en cadascuna de les eleccions nacionals de 2010, 2014, 2018 i 2022.

## Història
Els dos partits van formar la seva coalició electoral permanent el 10 de desembre de 2005. Després de les eleccions de 2006, Fidesz i KDNP van formar grups parlamentaris per separat, però van establir una aliança al parlament hongarès.
Tècnicament el Fidesz i el KDNP són una coalició, però molts consideren que el KDNP és en realitat un partit satèl·lit de Fidesz,  ja que no ha pogut entrar al Parlament pel seu compte des de 1994, quan amb prou feines va superar el llindar electoral de 5% dels vots. Sense Fidesz, el seu suport no es pot mesurar, i fins i tot un destacat polític de Fidesz, János Lázár va afirmar al 2011 que el partit no considera que el seu sigui un govern de coalició.
El 3 de març de 2021, Fidesz va abandonar el Grup del Partit Popular Europeu, mentre que el KDNP continuava sent membre. En resposta a l'admissió del Partit Tisza al PPE després de les eleccions al Parlament Europeu de 2024 , el KDNP va decidir abandonar el PPE i el seu grup parlamentari el 18 de juny de 2024, passant, com Fidesz, al nou grup europeu Patriotes per Europa.

## Resultats electorals

### Assemblea Nacional
| Any  | Líder        | SMCs      | SMCs       | MMCs             | MMCs             | Escons    | +/– | Govern       |
| Any  | Líder        | Vots      | %          | Vots             | %                | Escons    | +/– | Govern       |
| ---- | ------------ | --------- | ---------- | ---------------- | ---------------- | --------- | --- | ------------ |
| 2006 | Viktor Orbán | 2,269,241 | 41.99 (#1) | 2,272,979        | 43.21 (#2)       | 164 / 386 | Nou | Oposició     |
| 2010 | Viktor Orbán | 2,732,965 | 53.43 (#1) | 2,706,292        | 52.73 (#1)       | 262 / 386 | 99  | Supermajoria |
| Any  | Líder        | Circum.   | Circum.    | Llista de partit | Llista de partit | Escons    | +/– | Govern       |
| Any  | Líder        | Vots      | %          | Vots             | %                | Escons    | +/– | Govern       |
| 2014 | Viktor Orbán | 2,165,342 | 44.11 (#1) | 2,264,780        | 44.87 (#1)       | 133 / 199 | 130 | Supermajoria |
| 2018 | Viktor Orbán | 2,636,201 | 47.89 (#1) | 2,824,551        | 49.27 (#1)       | 133 / 199 | = 0 | Supermajoria |
| 2022 | Viktor Orbán | 2,823,419 | 52.52 (#1) | 3,060,706        | 54.13 (#1)       | 135 / 199 | 2   | Supermajoria |

### Parlament Europeu
| Any  | Vots      | %            | Escons  | +/- |
| ---- | --------- | ------------ | ------- | --- |
| 2009 | 1,632,309 | 56.36% (1st) | 14 / 22 | Nou |
| 2014 | 1,193,991 | 51.48% (1st) | 12 / 21 | 2   |
| 2019 | 1,824,220 | 52.56% (1st) | 13 / 21 | 1   |
| 2024 | 2,048,211 | 44.82% (1st) | 11 / 21 | 2   |